# 上杉長政
上杉 長政 （うえすぎ ながまさ）は、江戸時代前期の高家旗本。
上杉長員の長男として誕生。母は長員の側室。
元和9年（1623年）、父・長員の死去により家督を相続する。その後わずか5年で没した。嗣子が無かったため、家督は弟の長貞が相続した。